# Flying Fish
「Flying Fish」（フライング・フィッシュ）は、FANTASTICS from EXILE TRIBEの2枚目のシングルである。2019年4月3日にrhythm zoneから発売された。

## 概要
- 前作「OVER DRIVE」から約4か月ぶりのシングルとなる。「CD+DVD」と「CD」の2形態での発売。
- カップリングの「Belive in Love」は、メンバーの佐藤大樹が主演する映画『4月の君、スピカ。』の主題歌。グループ初のバラードソングとなっている。[2]
- MVは、波打ち際や森林などで撮影が行われた[3]。
- FBS福岡放送『めんたいワイド』テーマソング（なお、インストゥルメンタルのみ）

## 収録曲

### CD
1. Flying Fish
作詞：小竹正人、作曲：Mahoney, Andrew Eagle、編曲：Mahoney
2. Believe in Love
作詞：岡田マリア、作曲：春川仁志, Safari Natsukawa、編曲：春川仁志
  - 映画『4月の君、スピカ。』主題歌。
  - FM OH!「OH! MY MORNING 851」OH! MY OH天気の2月イメージソング。
3. Can't Give You Up
作詞：Masaya Wada、作曲：Henrik Nordenback, MoonChild, SIRIUS
4. Flying Fish -Instrumental-
5. Believe in Love -Instrumental-
6. Can't Give You Up -Instrumental-
7. OVER DRIVE (English Version)
作詞：YVES & ADAMS、英語詞：Emyli、作曲：Henrik Nordenback・MoonChild・NAOKI・BIG-F

### DVD
※CD+DVDのみ
1. Flying Fish (MUSIC VIDEO)